# 1625.
◄ | 16. stoljeće | 17. stoljeće | 18. stoljeće | ►
◄ | 1590-ih | 1600-ih | 1610-ih | 1620-ih | 1630-ih | 1640-ih | 1650-ih | ►
◄◄ | ◄ | 1622. | 1623. | 1624. | 1625. | 1626. | 1627. | 1628. | ► | ►►
Arhitektura • Astronomija • Glazba • Kazalište • Kiparstvo • Knjige • Književnost • Kršćanstvo • Medicina • Politika • Pravo • Promet • Slikarstvo • Znanost

## Rođenja
- 8. lipnja – Giovanni Domenico Cassini, francuski astronom, matematičar i inženjer talijanskog podrijetla († 1712.)

## Smrti
- 24. ožujka – Nikola VI. Zrinski, hrvatski velikaš iz obitelji Zrinskih (* 1570.)
- 16. studenog – Sofonisba Anguissola, talijanska renesansna slikarica (* 1532.)

## Vanjske poveznice
|  | Zajednički poslužitelj ima još gradiva o temi 1625. |